# El Cuervo
El Cuervo – gmina w Hiszpanii, w prowincji Teruel, w Aragonii, o powierzchni 20,76 km². W 2014 roku gmina liczyła 85 mieszkańców.